# デレ・アリ
バミデレ・ジャーメイン・"デレ"・アリ（Bamidele Jermaine "Dele" Alli, 1996年4月11日 - ）は、イングランド・バッキンガムシャー州ミルトン・キーンズ出身のプロサッカー選手。セリエA・コモ1907所属。元イングランド代表。ポジションはミッドフィールダー。

## 経歴

### 生い立ち
ナイジェリア人の父親とイングランド人の母親の間に生まれる。父親はアリの誕生後すぐにアメリカ合衆国に移住し、残された母親とアリ含む4人の異父兄弟は貧しい生活を強いられた。家庭内には喧嘩が絶えず、母親がアルコール依存症に陥ると更に状況は悪化した。9歳で父親と共にナイジェリアに移住し、2年を過ごしたのちイングランドの母親のもとに戻ったが、変わらず生活は荒み、ほとんど家に帰らず悪童たちとつるんでいたという。彼の人生を変えたのはサッカーであった。。
「6歳のときに、母親の友達に性的虐待を受けた。僕の母親はアルコール依存症だったのでよく家に来ていた人だった。その後、しつけのためにアフリカに送られ、その後また送り返されたりもした。7歳でタバコを吸い、8歳で麻薬の売買を始めた。年上の人から、自転車に乗った子供は止められないと言われていたから、サッカーボールを持って走り回り、ドラッグを手に入れたんだ」
「12歳で僕は養子縁組された。素晴らしい家族に養子縁組されたんだ。彼らより良い人たちの養子になることを望むことはできない。もし神が人を創造したとしたら、それは彼らだった。彼らは素晴らしかったし、僕をたくさん助けてくれた。僕が彼らと一緒に暮らし始めたとき、彼らにに心を開くのは本当に難しかった。でも、僕は彼らにとってできる限り最高の子供になろうと努力した。そこからすべてが始まったよ」

### クラブ

#### MKドンズ
2007年、地元のMKドンズのアカデミーに入団し、13歳でチームメイトの両親の厚意で居候生活を始め親元を離れた。ユースチームで力を付けた後、2012-13シーズンに16歳でプロデビュー。10代ながらチームの中心選手として活躍するアリに有力チームも注目するようになり、2015年2月にトッテナム・ホットスパーへの移籍が決定するも、2014-15シーズンはローン移籍の形でMKドンズに残留。同シーズンは39試合に出場し16ゴールを挙げるなど安定したプレーをみせ、フットボールリーグの最優秀若手選手に選出された。

#### トッテナム・ホットスパー
2015-16シーズン
2015-16シーズンより正式にトッテナム・ホットスパーに加入。開幕戦のマンチェスター・ユナイテッド戦でプレミアリーグデビューを果たし、8月22日のレスター・シティ戦で移籍後初ゴール。19歳の選手とあって最初はそれほど重要な存在になるとは考えられていなかったが、マウリシオ・ポチェッティーノ監督が起用するとすぐに結果を残しレギュラーに定着した。2016年1月には年俸が引き上げられた5年契約を締結し、ゴールデンボーイ2015候補者40名にも選出された。
1月24日のプレミアリーグ第23節、クリスタル・パレス戦では1-1の同点で迎えた終了間際に、クリスティアン・エリクセンからパスを受け、巧みなコントロールでボールを浮かせて相手DFをかわし、ボレーシュートで決勝点を記録した（シーズン6得点目）。このゴールについてアリは「生まれながらの本能に従ったまでだよ。良いボールが来たので、1回タッチして、あとは蹴るだけだった。考える時間もなく、自然に体が動いたんだ。どうやって喜んだらいいかわからなかったよ！」とコメント、敵将のアラン・パーデュー監督は、「見ていて鳥肌が立った。そしてあまりにも美しいゴールに言葉が出なかった」と称賛した。他にもこのゴールは、ガレス・ベイルやグレン・ホドルにも絶賛された。2015-16シーズン、リーグ戦では10得点11アシストを記録、プレミアリーグの年間ベスト11に選ばれた。
2016-17シーズン
ユニホームの名前をそれまでの「Alli」から「Dele」に変更した。2017年1月4日、プレミアリーグ第20節の首位チェルシー戦で2得点を挙げるなど、5試合で5ゴールを挙げ、2017年1月にはプレミアリーグ月間最優秀選手に初選出された。4月9日のワトフォード戦では、シーズン16得点目となる鋭いカーブを掛けたシュートで先制点を挙げた。2017年4月には活躍が認められ、2年連続でプレミアリーグの年間ベスト11に選出され、2年連続のPFA最優秀若手選手賞も受賞した。
2017-18シーズン
開幕戦となったニューカッスル・ユナイテッド戦で、61分にクリスティアン・エリクセンのクロスから、シーズン初ゴールを決め、チームも2-0で勝利した。10月22日のリヴァプール戦では前半終了間際に強烈なボレーシュートを決め勝利に貢献した。11月1日、UEFAチャンピオンズリーググループH、ウェンブリー・スタジアムでのレアル・マドリード戦では、前半にキーラン・トリッピアーのクロスに合せて先制点を挙げると、後半にも得点し勝利に貢献、スパーズのCLグループステージ突破に貢献した。12月26日のサウサンプトン戦では、ハリー・ケインの2ゴールをアシストし、ケインのプレミアリーグ年間最多ゴール数更新を助け、またアリ自身もゴールを挙げ、この日1ゴール2アシストの活躍でチームの勝利に貢献した。4月1日、チェルシー戦では後半に2ゴールを挙げ、28年ぶりとなる敵地スタンフォード・ブリッジでの勝利に貢献した。
2018-19シーズン
開幕戦のニューカッスル戦では1-1の同点からヘディングで決勝点を挙げた。UEFAチャンピオンズリーグ準決勝アヤックスとの2ndレグでは0-3とリードされて迎えた54分、カウンターからルーカス・モウラの得点をアシストし、1点ビハインドで迎えた終了間際の95分にもワンタッチの柔らかいパスでルーカスの決勝点をアシスト。2アシストの活躍で劇的勝利に貢献し、トッテナムをクラブ史上初のチャンピオンズリーグ決勝に導いた。しかし決勝のリヴァプール戦では精彩を欠き、0-2とチームは敗れ、戦犯の一人とされた。
2019-20シーズン
負傷で開幕3試合はベンチ外となり、リーグ第4節のアーセナル戦で60分からシーズン初出場。しかし、その後はベンチスタートが続き、第9節のワトフォード戦でシーズン初先発し初ゴールを挙げた。ポチェッティーノ監督が解任され、新たに就任したジョゼ・モウリーニョ指揮下では、5試合で4ゴール3アシストを記録し、新監督のスタートダッシュに貢献した。
2020-21シーズン
シーズン開幕戦のエヴァートン戦で前半終了後にベンチに下げられ、チームも0-1で敗戦した。これを機にモウリーニョとの不仲説が一気に浮上し、パリ・サンジェルマンやインテル・ミラノへの移籍の可能性が報じられた。結局残留したもののモウリーニョに冷遇されリーグ戦15試合の出場にとどまり、UEFA EURO 2020のメンバーからも落選した。
2021-22シーズン
不仲説が噂されたモウリーニョに代わってヌーノ・エスピーリト・サント監督が就任すると、シーズン開幕戦のマンチェスター・シティ戦ではフル出場し、その後も序盤戦は定位置を確保した。しかし11月に同監督が解任されアントニオ・コンテが監督に就任すると、再び出場機会が減少したため退団を希望し、トッテナムも冬の移籍市場での放出を容認したとされた。

#### エヴァートン
移籍市場最終日の2022年1月31日、エヴァートンへの完全移籍が発表された。契約期間は2024年までの2年半。移籍金は最大で4,000万ポンドになる。しかしこのシーズンの出場は11試合(うち先発は1試合)に留まり無得点に終わった。2024年7月1日契約満了により退団した。

#### ベシクタシュ
2022-23シーズンも開幕から2試合の途中出場に留まる中、8月25日にトルコ・スュペル・リグのベシクタシュに買い取りオプション付きで期限付き移籍することが発表された。

#### コモ
2025年1月19日、1年半契約でイタリアのコモに移籍。
3月15日、リーグ第29節のミラン戦で81分から移籍後初出場。自身にとって約2年ぶりの公式戦出場であったが、アディショナルタイムにルーベン・ロフタス＝チークへのファウルがVAR判定によりレッドカード、退場となった。

### 代表

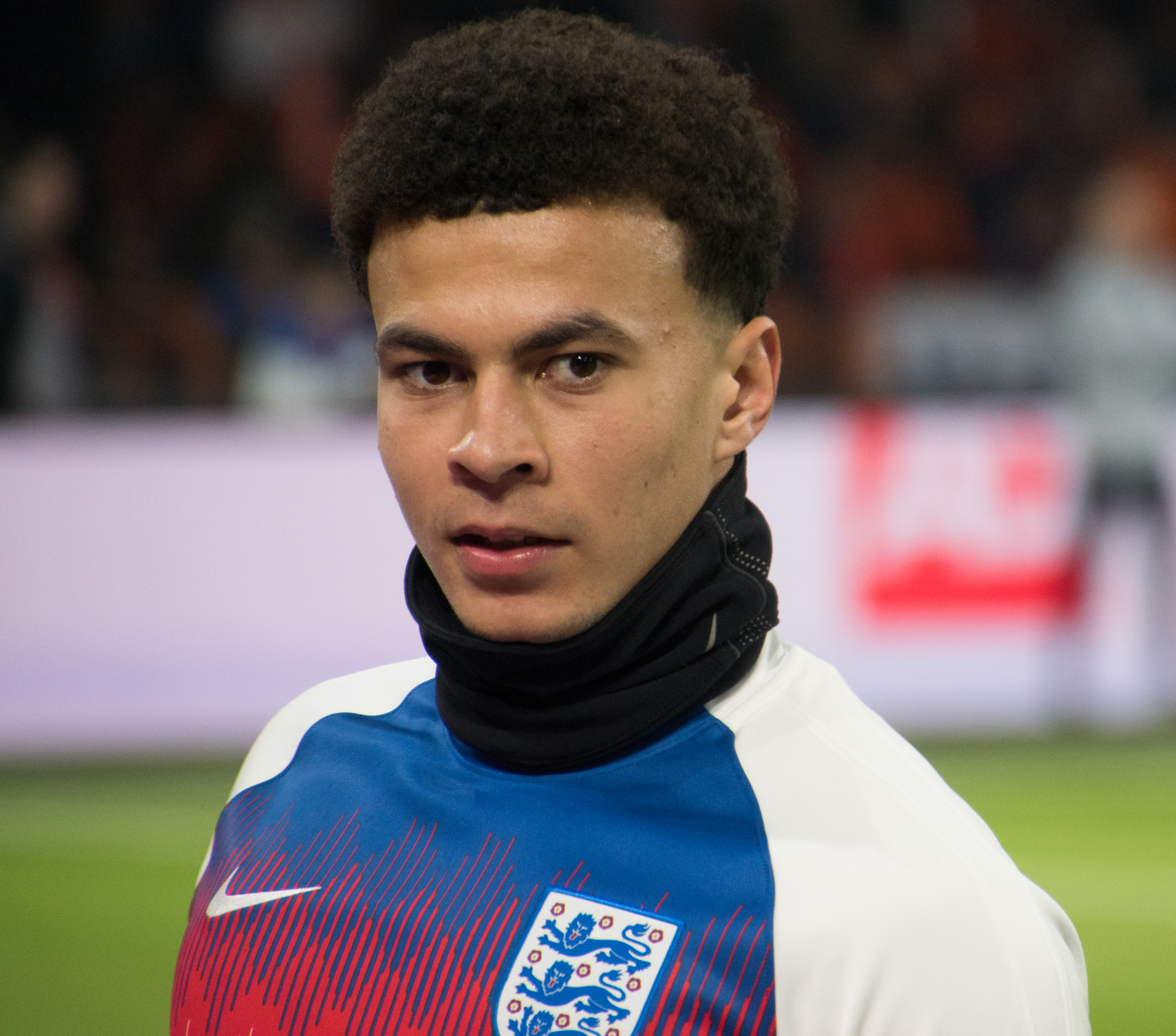
イングランド代表でのアリ (2018年)

2015年10月のUEFA EURO予選に臨むイングランド代表に初招集され、10月9日のエストニア戦でフル代表デビュー。2015年11月17日のフランスとの親善試合で代表初得点を挙げた。
2016年5月、UEFA EURO 2016に挑む23人の最終登録メンバーに選出された。本大会ではグループリーグ初戦のロシア戦を含む3試合に先発出場し、ベスト8進出をかけたアイスランド戦では実力を垣間見せるハーフボレーシュートを放ったが、多くの場面では経験不足を露呈する結果となった。
2018 FIFAワールドカップ、準々決勝のスウェーデン戦でイングランドの2点目となるゴールを挙げ、1990年イタリア大会以来であるイングランドのベスト4入りに貢献。

## プレースタイル・評価
ポジションはトップ下と、守備的MFを務めることが可能であり、トップ下で起用される際には巧みなボールコントロールや創造性を生かしストライカーのような働きを見せ、守備的MFで起用される際には走行距離こそ多くないが堅実なプレーを見せる。得点力、チャンスメイク力共にトップレベルであり、ジャック・ウィルシャーの才能を凌いでいるとも言われる。イングランド代表監督のロイ・ホジソンはブライアン・ロブソンの再来と表現し、アレックス・ファーガソンはポール・ガスコイン以来の才能であると評している。かつてイングランド代表やリヴァプールの主将として活躍したスティーブン・ジェラードはアリを評して、「今後10年、15年に渡ってリヴァプールで活躍できる選手だった。それくらいの能力は持っている。リヴァプールが彼と契約を結ばなかったことにがっかりしている。僕との契約が終わろうとしていたのだから、リヴァプールは彼の獲得に動くべきだった」とし、自分の後継者にはアリが理想的だったと述べている。アラン・パーデューはアリに決勝点を決められた際、「彼がボールを浮かせたとき、最悪の事態が頭をよぎった。あの場面は彼にとって素晴らしい瞬間だった。彼は偉大な才能を持っている」と称賛した。

## 人物・エピソード
- 子供の頃からリヴァプールのファンで、ヒーローはスティーヴン・ジェラードであった[39]。
- 前述のように劣悪な環境で幼少期を過ごした。その原因となった実の両親に対して愛着はなく、サッカー選手として成功した後に連絡してきたが拒絶したという。ネーム変更の経緯についても、「Alliという苗字は自分に関係があるものとは思えない。より自分自身を表す名前として"Dele"を選んだ」などと述べている[要出典]。
- 2020年5月13日、自宅に強盗が侵入し、ナイフで脅され、貴金属や時計などを強奪された[40][41]。

## 不祥事
- 2017年9月4日ワールドカップ欧州予選、スロバキア戦では、トッテナム時代のチームメイト、カイル・ウォーカーに向けて中指を立てていた様子を報道され[42]、不適切な行為だったとして出場停止処分を受けた。
- 2020年2月9日、中国人に向け新型コロナウイルスを揶揄し、人種差別と捉えられる動画をSnapchatに投稿した[43]。

## 個人成績

### クラブ
| 国内大会個人成績 | 国内大会個人成績 | 国内大会個人成績 | 国内大会個人成績 | 国内大会個人成績 | 国内大会個人成績 | 国内大会個人成績 | 国内大会個人成績 | 国内大会個人成績 | 国内大会個人成績 | 国内大会個人成績 | 国内大会個人成績 |
| 年度             | クラブ           | 背番号           | リーグ           | リーグ戦         | リーグ戦         | リーグ杯         | リーグ杯         | オープン杯       | オープン杯       | 期間通算         | 期間通算         |
| 年度             | クラブ           | 背番号           | リーグ           | 出場             | 得点             | 出場             | 得点             | 出場             | 得点             | 出場             | 得点             |
| イングランド     | イングランド     | イングランド     | イングランド     | リーグ戦         | リーグ戦         | FLカップ         | FLカップ         | FAカップ         | FAカップ         | 期間通算         | 期間通算         |
| ---------------- | ---------------- | ---------------- | ---------------- | ---------------- | ---------------- | ---------------- | ---------------- | ---------------- | ---------------- | ---------------- | ---------------- |
| 2012-13          | MKドンズ         | 21               | リーグ1          | 2                | 0                | 0                | 0                | 5                | 1                | 7                | 1                |
| 2013-14          | MKドンズ         | 14               | リーグ1          | 33               | 6                | 2                | 0                | 1                | 0                | 36               | 6                |
| 2014-15          | MKドンズ         | 14               | リーグ1          | 39               | 16               | 4                | 0                | 1                | 0                | 44               | 16               |
| イングランド     | イングランド     | イングランド     | イングランド     | リーグ戦         | リーグ戦         | FLカップ         | FLカップ         | FAカップ         | FAカップ         | 期間通算         | 期間通算         |
| 2015-16          | トッテナム       | 20               | プレミアリーグ   | 33               | 10               | 1                | 0                | 3                | 0                | 37               | 10               |
| 2016-17          | トッテナム       | 20               | プレミアリーグ   | 37               | 18               | 0                | 0                | 5                | 3                | 42               | 21               |
| 2017-18          | トッテナム       | 20               | プレミアリーグ   | 36               | 9                | 2                | 2                | 7                | 1                | 45               | 12               |
| 2018-19          | トッテナム       | 20               | プレミアリーグ   | 25               | 5                | 4                | 2                | 1                | 0                | 30               | 7                |
| 2019-20          | トッテナム       | 20               | プレミアリーグ   | 25               | 8                | 1                | 0                | 5                | 0                | 31               | 8                |
| 2020-21          | トッテナム       | 20               | プレミアリーグ   | 15               | 0                | 2                | 0                | 2                | 0                | 19               | 0                |
| 2021-22          | トッテナム       | 20               | プレミアリーグ   | 15               | 0                | 2                | 0                | 2                | 0                | 19               | 0                |
| 2021-22          | エヴァートン     | 36               | プレミアリーグ   | 11               | 0                | -                | -                | -                | -                | 11               | 0                |
| 2022-23          | エヴァートン     | 20               | プレミアリーグ   | 2                | 0                | -                | -                | -                | -                | 2                | 0                |
| トルコ           | トルコ           | トルコ           | トルコ           | リーグ戦         | リーグ戦         | トルコ杯         | トルコ杯         | オープン杯       | オープン杯       | 期間通算         | 期間通算         |
| 2022-23          | ベシクタシュ     | 11               | スュペル・リグ   | 13               | 2                | 2                | 1                | -                | -                | 15               | 3                |
| イングランド     | イングランド     | イングランド     | イングランド     | リーグ戦         | リーグ戦         | FLカップ         | FLカップ         | FAカップ         | FAカップ         | 期間通算         | 期間通算         |
| 2023-24          | エヴァートン     | 20               | プレミアリーグ   | 0                | 0                | 0                | 0                | 0                | 0                | 0                | 0                |
| イタリア         | イタリア         | イタリア         | イタリア         | リーグ戦         | リーグ戦         | イタリア杯       | イタリア杯       | オープン杯       | オープン杯       | 期間通算         | 期間通算         |
| 2024-25          | コモ             | 8                | セリエA          | 1                | 0                | -                | -                | -                | -                | 1                | 0                |
| 通算             | イングランド     | イングランド     | リーグ1          | 74               | 22               | 6                | 0                | 7                | 1                | 87               | 23               |
| 通算             | イングランド     | イングランド     | プレミアリーグ   | 199              | 50               | 12               | 4                | 22               | 4                | 236              | 58               |
| 通算             | トルコ           | トルコ           | スュペル・リグ   | 13               | 2                | 2                | 1                | -                | -                | 15               | 3                |
| 通算             | イタリア         | イタリア         | セリエA          | 1                | 0                | 0                | 0                | -                | -                | 1                | 0                |
| 総通算           | 総通算           | 総通算           | 総通算           | 287              | 74               | 20               | 5                | 29               | 5                | 339              | 84               |

### 代表
| イングランド代表 | 国際Aマッチ | 国際Aマッチ |
| 年               | 出場        | 得点        |
| ---------------- | ----------- | ----------- |
| 2015             | 4           | 1           |
| 2016             | 11          | 1           |
| 2017             | 7           | 0           |
| 2018             | 11          | 1           |
| 2019             | 4           | 0           |
| 通算             | 37          | 3           |

#### 得点
| # | 開催日         | 開催地                             | 対戦国       | スコア | 結果 | 大会                                    |
| - | -------------- | ---------------------------------- | ------------ | ------ | ---- | --------------------------------------- |
| 1 | 2015年11月17日 | ロンドン、ウェンブリー・スタジアム | フランス     | 1–0    | 2–0  | 親善試合                                |
| 2 | 2016年10月8日  | ロンドン、ウェンブリー・スタジアム | マルタ       | 2–0    | 2–0  | 2018 FIFAワールドカップ・ヨーロッパ予選 |
| 3 | 2018年7月7日   | サマーラ、サマーラ・アリーナ       | スウェーデン | 2–0    | 2–0  | 2018 FIFAワールドカップ                 |

## タイトル

### 代表
イングランド
- UEFAネーションズリーグ（2018-19）

### 個人
- PFA年間ベストイレブン（2015-16年、2016-17年）
- PFA年間最優秀若手選手賞（2016年、2017年）
- プレミアリーグ月間最優秀選手（2017年1月）[10]